# Алієв Шахарбі Магометович
Шахарбі Магометович Алієв (карач.-балк. Алийланы Мухамматны джашы Шахарби; 17 січня 1937, Кисловодськ — 29 січня 1991, Черкеськ) — карачаєво-балкарський актор, режисер, драматург.

## Біографія
Походить з роду карачаївський узденей Алієвих. Своє ім'я отримав на честь видатного діяча карачаєво-балкарської культури Шахарбі Ебзеєва.
У шкільні роки грав у драмгуртку. Навчався в Чимкентському сільськогосподарському технікумі, потім, після служби в армії, — в Кисловодському медичному училищі. У цей час грав у народному театрі.
Закінчив річну акторську студію при обласному драматичному театрі в Черкеську. У 1963 році зіграв головну роль у виставі «Огурлу» за п'єсою Ш. Ебзеєва. У сезоні 1964/65 року грав у балкарській трупі (Нальчик).
У 1970 році закінчив режисерський факультет ЛДІТМіК, після чого працював у відділі культури Малокарачаївського району. З 1973 року — постановник у карачаївській трупі черкеського обласного театру, з 1987 року (після поділу театру на російський театр і Національний театр) — головний режисер карачаївської трупи. У 1989 році — провідний фахівець обласного управління культури, з 1990 року-головний режисер карачаївської трупи.

## Творчість
Поставив у театрі близько 40 п'єс.
постановки в обласному театрі
- «Ретро» О.М. Галіна
- «Божественна комедія» І.В. Штока
- «Одруження» М.В. Гоголя
- «Я одружуся з бабусею» Г. Мухтарова

постановки в Карачаївському театрі
- «Чужий» Б. Аппаєва
- «Син Єрюзмека» Б. Аппаєва
- «Доля і честь» М. Батчаєва
- «Аймуш» М. Батчаєва
- «Батырджаш» М. Батчаєва
- «Огурлу» Ш. Ебзеєва
- «Директор лазні» Ш. Ебзєєва
- «Обмитий капелюх» Ш. Ебзєєва
- «Атай і його сім'я» І. Капаєва
- «Безрідна наречена» Х. Байрамукової

Видав дві збірки п'єс і гумористичних оповідань: 
- «Побачене очима, почуте вухами» (1984)
- «І сміх і сльози» (1991)

## Нагороди та визнання
- Диплом Міністерства культури РРФСР — за виставу «Трибунал».

## Пам'ять
У 2013 році Карачаєвському драматичному театру присвоєно ім'я режисера, актора і драматурга Шахарбі Алієва.